# Teesta
Ne doit pas être confondu avec Testa.
La Tista est une rivière d'Inde et du Bangladesh d'une longueur de 309 km qui est un affluent du Brahmapoutre. 
Elle prend sa source dans l'État du Sikkim qu'elle traverse sur une grande partie de sa longueur, elle forme ensuite la frontière entre le Sikkim et le Bengale-Occidental avant de joindre le Brahmapoutre au Bangladesh.